# هيلين هويت
هيلين هويت (بالإنجليزية: Helen Hoyt)‏ هي كاتِبة وشاعرة أمريكية، ولدت في 1887، وتوفيت في 1972.